# Bertrand Villemain
Pour les articles homonymes, voir Villemain.
Bertrand Villemain est un député français né le 21 décembre 1775 à Lorient et mort le 21 août 1858 à Ploemeur.

## Biographie
Il entre à 14 ans dans les dragons volontaires de Lorient, et, devenu officier, quitte le service au début du Consulat. Il rentre à Lorient où il s'occupe d'industrie. Capitaine de la garde nationale en 1808, il commande, le 29 mai de cette même année, une garde d'honneur à cheval formée à Lorient pour recevoir l'empereur.
Conseiller municipal de Lorient en 1808, adjoint au maire en 1809, commandant de la 3e cohorte de la garde nationale mobile du Morbihan en 1813, il devient, en janvier 1814, chef des cohortes de la garde mobile de Lorient.
En 1819, Villemain est élu député du Morbihan, prend place dans l'opposition et échoue aux élections de 1824. Maire de Lorient de 1830 à 1836, conseiller général, commandant de la garde nationale et membre du conseil général du commerce, il est élu député du Morbihan, le 28 octobre 1830, et réélu, le 5 juillet 1831. Il siège d'abord parmi les ministériels, mais ne tarde pas à incliner vers l'opposition constitutionnelle.
Il est nommé sous-préfet de Lorient en 1835, et est mis à la retraite de ces fonctions le 24 janvier 1855.

## Décorations
- Officier de la Légion d'honneur (1843)[1]

## Sources
- « Bertrand Villemain », dans Adolphe Robert et Gaston Cougny, Dictionnaire des parlementaires français, Edgar Bourloton, 1889-1891 [détail de l’édition]